# 勞西斯波因特 (紐約州)
勞西斯波因特（英語：Rouses Point）是位於美國紐約州克林頓縣的村。

## 人口
根據2020年美國人口普查的數據，勞西斯波因特的面積為6.40平方千米，當中陸地面積為4.53平方千米，而水域面積為1.87平方千米。當地共有人口2195人，而人口密度為每平方千米343人。